# Théories du développement
 (janvier 2011).
Si vous disposez d'ouvrages ou d'articles de référence ou si vous connaissez des sites web de qualité traitant du thème abordé ici, merci de compléter l'article en donnant les références utiles à sa vérifiabilité et en les liant à la section « Notes et références ».
 (janvier 2011).
- Si vous ne connaissez pas le sujet, laissez ce bandeau (vous pouvez alors contacter les auteurs).
- Si vous supprimez le contenu mis en cause (vous pouvez préalablement contacter les auteurs),

argumentez précisément cette suppression dans la page de discussion
(un manque de référence n'est pas un argument ; une recherche réelle de référence doit avoir été effectuée, être formellement documentée).
 (juin 2014).
Les théories de développement  sont élaborées et pour certaines mises en œuvre pour essayer de mettre les pays pauvres sur la voie du « développement ».

## Définition du développement
Toutes les théories du développement sur le paradigme du développement économique.
La notion de développement n'est pas facile à définir. Jusqu'à il y a peu, la notion de développement économique ne s'appliquait qu'aux peuples non occidentaux.
C'est une notion plurielle et floue. Le développement implique la notion de progrès. Depuis la renaissance la notion de progrès est au centre des sociétés occidentales.
Une des justifications de la colonisation est justement la diffusion du progrès. Ce terme de progrès s'est incarné dans le domaine économique car, pour produire encore plus de biens et de services il faut une croissance économique. L'idée de l'évolution économique devient le paradigme du progrès. 

## Histoire des théories du développement
Au XIXe siècle (1876), l'école historique allemande définit les phases du développement économique (Bruno Hildebrand).
La notion de développement apparaît à la fin de la Seconde Guerre mondiale avec le mouvement de décolonisation amorcé par l'Inde en 1947.
Devant l'ONU, Truman (président des États-Unis) appelle les pays riches à aider au développement des nations pauvres. Apparaît ainsi la notion de pays sous-développés.
Les premières théories du développement sont définies comme partie intégrante des sciences de l'économie.
À partir des années 1950–1960, on a pu assister à la création de nombreuses agences de développement (UNICEF, WFP, etc.) et à la création du PNUD (programme des Nations unies pour le développement).
Toutes les théories du développement des années 1950–1960 sont écrites par des économistes. Toutes ces théories ont pour objet d’expliquer comment les pays sous développés peuvent rattraper les pays développés. À cette époque, les vieilles nations industrielles sont le modèle à atteindre.
Les théories du développement ont profondément influencé les stratégies mises en place pour « développer » les pays « sous-développés ».
On distingue plusieurs groupes de théories en fonction :
- des différents modèles ayant cours dans les pays du Nord (marxiste/libéral) ;
- l'idée que le Nord se fait du Sud.

## Les grandes familles de théories du développement

### Première famille: Les théories du rattrapage
Ce sont les théories naissant dans les années 1950. On peut les appeler « théories du rattrapage ». Dans ces théories, il s'agit de rattraper le modèle des pays du Nord. Entre ces théories, il y a des divergences de définition et d'idéologie (théories marxiste, théories capitalistes). Toutes ces théories donnaient à l’État la place de moteur du développement.

### Deuxième famille: Les théories du développement par le bas[1]
Ce sont les théories des années 1970, se basant sur la notion de pauvreté.
Biblio : Josué de Castro – Géopolitique de la faim & Géographie de la faim.
Dans les années 1950, la pauvreté est perçue comme une conséquence du sous-développement économique. Dans les années 1970, on constate que le développement économique n'éradique pas forcément la pauvreté. La pauvreté devient une notion autonome de la sphère économique. C'est la naissance des théories de développement par le bas. Les populations deviennent alors les acteurs et non seulement les bénéficiaires.

### Troisième famille: Les ajustements structurels / ajustements par le commerce
À partir du début des années 1980 naissent les théories de l'ajustement structurel et de l'ajustement par le commerce. Ce sont les théories néo-classiques. C'est un retour au monétarisme.

### Quatrième famille: Les théories du développement humain
Ces théories apparaissent dans le milieu des années 1990. Ces théories veulent s'émanciper de la sphère économique. Le principal théoricien est Amartya Sen. À cette époque le PNUD définit l'IDH (indice de développement humain).

### Cinquième famille: Les théories du développement durable
Les théories du développement durable sont liées aux menaces environnementales. Ces théories apparaissent dans les années 1990, mais l'identification des menaces environnementales est un peu plus ancienne :
- 1972 : première conférence de l'ONU sur l'environnement à Stockholm ;
- 1992 : sommet de Rio.

On assiste à l'apparition de la notion de « Biens publics mondiaux ».

### Sixième famille: Les théories du post-développement
Ces théories critiquent le concept de développement et remettent en cause la notion de progrès. Les théoriciens de ce courant sont Herbert Marcuse, Ivan Illich, François Partant. Ils posent la question suivante : le développement est-il un concept occidental ?
Il y a une prise de conscience de la finitude du monde, ainsi que des questions environnementales.
On retrouve dans cette catégorie les théories de la décroissance qui disent qu'il y a seulement du mal-développement dans le monde actuel : un Nord trop développé et un Sud pas assez développé.

### Septième famille: Les théories de l'alter-mondialisme
Toutes ces théories s'appuient sur des expériences sociales.

## Le contexte historique de naissance des théories du développement
Elles arrivent après la Seconde Guerre mondiale qui fut la première guerre menée au nom de la liberté[réf. nécessaire]. Les vieilles puissances sortent ruinées de cette guerre. Il y a naissance de nouvelles puissances hégémoniques (États-Unis, URSS) favorables à la décolonisation.
La décolonisation se fait sous différentes formes. La colonisation avait touché presque toutes les parties du monde.
Des élites de nature différente vont présider ces nouveaux pays.
Les différentes formes de décolonisation :
- négociation entre les élites nationalistes et la puissance coloniale ;
- accès à l'indépendance à la suite de guerres longues et meurtrières (Indochine, Algérie, Angola, Mozambique) ;
- décolonisation dans le chaos, sans véritables élites nationalistes (RDC) ;
- remise du pouvoir à des élites francophiles.

Ces indépendances ont été données à des pays très différents sur le plan des infrastructures, de l'éducation, etc. L'Asie est décolonisée sans grande fragmentation. L'Afrique subit une forte balkanisation.
Jusqu'aux années 1970, les théories du développement ne prennent pas en compte cette diversité. Ces théories prétendent appliquer la même recette à tous las pays sous-développés. Dans cette phase, les pays sous-développés ne sont pas caractérisés par leurs spécificités propres mais par ce qui leur manque pour atteindre le « développement ». Les pays développés ont de l'argent et des technologies, il manque donc de l'argent et des technologies aux pays sous-développés.
En 1955, la conférence de Bandung réunit la poignée de pays ayant accédé à l'indépendance à ce moment-là. Cette conférence est un peu l'acte de naissance du tiers monde. Ces pays insistent sur ce qui les unit et non sur ce qui les divise. On assiste à la naissance du non-alignement.
D'où vient le terme de « tiers monde » ?
Le mot « tiers monde » marque l'indépendance vis-à-vis des deux premiers mondes que sont le bloc de l'est et le bloc de l'ouest. Le tiers-monde est aussi défini par analogie avec le tiers état français (majorité pauvre et sans droits).
Le tiers monde a voulu gommer les différences pour donner l'image d’un ensemble uni et portant les revendications d'un monde mis à l'écart du développement.

## Les théories du rattrapage

### Les différentes théories
On les nomme aussi « Théories du développement par la croissance ». À l'époque où ces théories sont établies, le développement ne se différencie pas de la croissance. Dans cette famille, on retrouve des théories d'inspiration aussi bien libérale que marxiste.

#### Théorie de Rostow
En 1960, Rostow publie un livre Les étapes de la croissance économique et oppose sa théorie du développement au développement de type marxiste. Pour Rostow, le développement est un processus historique linéaire passant par des étapes définies, par opposition à la vision dialectique des théories marxistes.
Chaque pays traverse les mêmes étapes pour passer du sous développement au développement. Ainsi tous les pays seraient en train de parcourir le même chemin, mais en sont à des étapes différentes. Ce qui change ce sont les moteurs de la croissance à travers l'histoire. Le développement du tiers monde devrait donc aller très vite car il peut bénéficier des acquis et de l'expérience du monde développé.
D’après lui, après une phase d'accumulation du capital il y a une phase de décollage permettant aux pays sous développés de « rejoindre » les pays développés. Dans cette théorie le développement social est une conséquence naturelle du développement. Il convient donc de ne pas s'en occuper. Il compte sur l’effet de « percolation » de la croissance économique.

#### Théorie deLewis
Cette théorie propose une vision dualiste du développement. Cette vision part du constat que les économies sous-développées sont des économies duales. Il y a juxtaposition d'un secteur traditionnel et d'un secteur moderne. Ces deux secteurs fonctionnent sur deux modes totalement différents. Dans le secteur traditionnel, les besoins sont sociaux, dans le secteur moderne les besoins sont économiques. Dans le secteur traditionnel, l'avoir n'est pas une fin en soi. Dans le secteur moderne, l'accumulation de biens et de marchandises est une fin en soi.
D’après cette théorie, le secteur capitaliste moderne va absorber le secteur traditionnel par un transfert de main-d'œuvre entre le secteur traditionnel et le secteur moderne. Cette théorie s'appuie sur l'évaluation historique de l'Europe.
L'histoire des pays sous-développés a en effet montré un transfert du secteur traditionnel vers un nouveau secteur : le secteur informel. Ce n’était donc pas ce sur quoi comptait Lewis.
La grande erreur fut de penser que l'expérience historique singulière de l'Europe était modélisable.

#### Théorie du développement par l'ouverture
C'est une théorie néoclassique inspirée par Ricardo. Cette théorie repose sur le principe des avantages comparatifs. Il faut se spécialiser dans le domaine ou on est le plus compétitif. Le commerce international devient le facteur de croissance.
Les pays sous développés doivent mettre en valeur leurs avantages comparatifs pour s'insérer dans l'économie mondiale et ainsi se développer. Le libre échange est donc indispensable au développement du tiers monde.
Cette théorie a été mise en pratique par les institutions de Bretton Woods : le FMI, la Banque mondiale et le GATT (qui deviendra l'OMC en 1995).
Les avantages des pays sous-développés sont l'exportation de matières premières et des produits agricoles de base. Ils ont aussi un avantage comparatif dans la production de bien manufacturés de masse (nécessitant beaucoup de main-d'œuvre). Sur cette base, il faut donc dessiner la carte de l'organisation internationale du travail. D'après cette organisation, l'Afrique doit se spécialiser dans l'exportation de matières premières et l'Asie doit se spécialiser dans la production de bien manufacturés de masse.
Ce néo-riccardisme arrive sur le devant de la scène à partir du début des années 1980.

#### Théories marxistes et dépendantistes
Dans ces théories, le sous-développement et le développement sont deux faces d'un même objet. Il n'y a donc pas de linéarité dans le développement.
Il s'agit là de mettre fin aux causes du sous-développement. La principale cause est le transfert du surplus économique des pays du sud vers les pays du nord. Ce transfert s'opère d'abord par la colonisation (pillage direct des ressources et de la main-d'œuvre). Après les indépendances, ce transfert s'opère par le rapatriement des bénéfices des investisseurs vers le nord, mais aussi par le service de la dette. Deux autres canaux de ce transfert sont la détérioration des termes de l'échange et la fuite des capitaux (les élites locales qui placent leur argent dans les pays du nord).
Cette école est née en Amérique latine dans les années 1950. Raoul Prebish devient le président de la CEPAL (Commission économique de l'ONU pour l'Amérique latine). Cette commission devient le laboratoire de la naissance des théories de l'indépendance.
D'après cette théorie, le monde est divisé entre un centre et une périphérie. Les pays développés sont au centre et commandent l'ensemble des deux cercles. Les économies périphériques sont marquées par le dualisme et par une production peu diversifiée. Les économies du centre se caractérisent par des structures de production homogènes et par une production très diversifiée. Ces différences centre/périphérie s'expliquent par la division internationale du travail.
C'est parce que les économies du Sud sont hétérogènes et peu diversifiées que celles-ci sont extraverties en direction du centre. C'est donc la domination extérieure qui a produit le sous-développement.
Cette théorie a beaucoup marqué les années 1960 et 1970 (Samir Amin, C. Furtado, A.G. Frank, E. Arghiri).
La périphérie a rempli deux grandes fonctions historiques :
- débouché essentiel pour les produits industriels du nord ;
- ces pays ont dégagé des taux de profit supérieurs pour les investissements.

Dans les années 1960, la périphérie dégage de meilleurs profits en raison de la dégradation des termes de l'échange.
Termes de l'échange : rapport entre prix des matières premières et le prix des biens manufacturés.
Ces termes de l'échange se sont détériorés en faveur des biens manufacturés. Ceux-ci peuvent se détériorer de manière très brutale.
Par exemple, la Côte d'Ivoire était le premier exportateur de cacao dans les années 1960. En 1982, il y a détérioration brutale du prix du cacao. Ceci a eu pour conséquence de rendre difficile le remboursement de la dette.
Il arrive aussi que les termes de l'échange s'apprécient momentanément. La modification des termes de l'échange est en dents de scie avec une tendance vers la détérioration.
Dans les années 1970, la grande revendication des pays du sud est l'arrêt de la détérioration des termes de l'échange.
La détérioration s'explique par la faible capacité de négociation des pays du sud. Les prix sont fixés par les places financières extérieures.
Du fait de la raréfaction des matières premières, on se demande si les termes de l'échange sont en train de s'apprécier.
Biblio : Pierre Jalée — « Le pillage du tiers-monde »
Dans la théorie dépendantiste, les pays du Nord restent le modèle à atteindre mais le moyen est la rupture des rapports inégaux entre le sud et le nord.
Les années 1960—1970 sont caractérisées par l'industrialisation. Celle-ci est considérée comme la voie royale vers le développement (selon le modèle de l'Europe et des États-Unis). L'URSS porte cette conviction. Le surplus paysan a été prélevé dictatorialement en faveur l'industrialisation. En URSS, ce n'est pas le secteur privé qui industrialise mais l'État planificateur.
En suivant le modèle de l'URSS, la consommation est sacrifiée au profit de l'accumulation de capital permettant les investissements nécessaires à l'industrialisation.

### Bilan
Cette pluralité des théories permet d'expliquer la mise en œuvre des processus de développement. À la fin des années 1970, on se rend compte que la croissance économique n'implique pas le développement social.
Les paysanneries des pays du sud ont été négligées au profit des industries qui étaient considérées comme la seule voie menant au développement (selon le modèle de développement de l'occident et de l'URSS).

### Les méthodes d'industrialisation
Dans toutes ces théories, l'industrialisation des pays sous développés est une étape obligée sur le chemin du développement.

#### Industrialisation par substitution des importations
Cette stratégie, plutôt prônée par l'école dépendantiste, a été préconisée principalement par Gérard Destanne de Bernis, sur la base des analyses de François Perroux et de l'expérience des pays de l'Est.
D'après cette méthode, il faut développer des industries « industrialisantes », c'est-à-dire des industries lourdes utilisant les matières premières existantes pour la fabrication de produits intermédiaires, puis des industries qui permettront à leur tour de produire des biens de plus en plus manufacturés.
Par exemple, la présence de minerai de fer et de charbon favorise l'implantation d'une aciérie, qui permettra de développer par la suite une industrie automobile, etc.
L'Algérie a suivi plus que d'autres pays cette stratégie, mais ce fut un échec, notamment en raison des limitations des capacités de la main-d'œuvre locale et du montant élevé des investissements nécessaires[réf. nécessaire].

#### Industrialisation par le développement des industries d'exportation légère
Certains pays n'ont pas suivi ce modèle impulsé par la création d'industries lourdes. Ces pays ont développé des industries fabricant des produits de masse, nécessitant peu de capital et utilisant la main-d'œuvre existante, abondante, peu qualifiée et peu payée, ce qui permet de produire à prix réduit à la fois pour la consommation locale et pour l'exportation.
Dans cette méthode, l'industrialisation se fait en remontant la filière.
On commence par exemple par implanter une fabrique de t-shirts, puis une industrie de tissage, puis des filatures de coton…
Cette méthode est plutôt prônée par les écoles libérales. La République populaire de Chine, qui avait au début misé sur le développement des industries lourdes s'est tournée avec succès vers la promotion d'industries d'exportation légères. Mais d'autres pays se sont heurtés à la concurrence qui a limité leur capacité d'exportation.

### Le financement de la transition pays pauvre/pays riche
Dans les années 1960, le sous-développement apparaît comme une conséquence de la faiblesse de l'épargne locale. Dans ces conditions, où trouver de l'argent pour financer la transition vers le développement ?

#### L'aide extérieure
Rostow pensait que l'aide extérieure était une nécessité. Cependant, cette aide devait s'arrêter après que les pays sous-développés auraient atteint le développement.
L'aide au développement est arrivée très tôt, parfois même avant les indépendances (plan Constantine pour l'Algérie, caisse centrale de la France d'outre-mer).
À la création de la CEE en 1957, il y a la création  du FEDOM (Fonds Européen de Développement d'Outre Mer) qui deviendra plus tard le FED (Fonds Européen de Développement).
Dans cette période, les théoriciens sont optimistes et pensent que le développement sera mené en 10 ou 15 ans.
Aujourd'hui, l'aide extérieure s'est rendue indispensable et sa suppression n'est pas envisageable.

#### Financement interne
On peut aussi trouver de l'argent en interne, comme dans les théories de Lewis (économie duale). Ceci peut se faire par la dégradation des termes de l'échange à l'intérieur même du pays.
L'état achète par exemple peu cher la production agricole aux paysans, et la revend plus cher sur les marchés internationaux. L'état prélève ainsi un bénéfice permettant de financer l'industrialisation.
Dans les théories marxistes d'accumulation primaire de capital, le prélèvement du surplus paysan est un point central (Preobrajenski).
Dans les théories capitalistes, le surplus est prélevé par le secteur privé. Dans les théories marxistes, le surplus est prélevé par l'état.

#### Nationalisation des entreprises étrangères
Exemples :
- nationalisation du secteur minier au Zaïre dans les années 1970 ;
- nationalisation du pétrole algérien en 1975 ;
- nationalisation de Suez en 1956.

#### Emprunt
Dans les années 1970, l'emprunt se généralise et les pays du Sud s'endettent.

## Le développement par la lutte contre la pauvreté
Dans les années 1970, on se rend compte que les théories du rattrapage ont un impact très limité sur la réduction de la pauvreté. C'est l'échec de la théorie de la percolation de la croissance. Cette prise de conscience marque la naissance des théories de réduction de la pauvreté.
La question de la pauvreté commence à se poser en 1949. Cette année-là, la république populaire de Chine est proclamée. Cet évènement est une conséquence directe de la pauvreté extrême dans laquelle se trouvaient les Chinois. Le bloc de l'ouest commence à avoir peur d'un effet domino entraînant sur la voie du communisme de nombreux pays pauvres, et décide donc de lutter contre la pauvreté (reforme agraire en Corée et à Taïwan par exemple, ou révolution verte en Inde et aux Philippines). Cependant produire est un chose, avoir l'argent pour pouvoir acheté la nourriture ainsi produite en est une autre. Ce volet de la consommation n'est pas traité à cette époque.
La question de la pauvreté en tant que telle arrive donc sur le devant de la scène dans les années 1970.
Beaucoup de théoriciens disent que les grandes famines en Éthiopie ne sont pas la conséquence de la seule sécheresse mais aussi une conséquence du facteur humain.
Pour pouvoir lutter contre la pauvreté, il faut pouvoir la mesurer. Pour cela, l'indicateur PNB/hab n'est pas pertinent car il ne tient pas compte de la redistribution, de l'économie non marchande, des inégalités et de la satisfaction des besoins de base.
Cette remise en question de la pertinence du PNB s'inscrit dans une question plus générale : la croissance est elle le seul moyen d'accéder au développement. Les questions de développement s'affranchissent donc du secteur économique.

### Théorie de la satisfaction des besoins essentiels
On s'intéresse ici à assurer en priorité la satisfaction des besoins essentiels que sont :
- la santé,
- l'éducation,
- l'alimentation,
- l'assainissement,
- l'accès à l'eau.

La pauvreté doit se mesurer en prenant en compte les calculs de parité de pouvoir d'achat.
Dans les années 1990, le PNUD crée l'IDH (Indice de développement humain). L'IDH est un indicateur composite permettant d'avoir une mesure de la pauvreté en tenant compte des parités de pouvoir d'achat et des inégalités.
La satisfaction de ces basic needs répond à deux objectifs des pays du Nord :
- la sécurité par la stabilisation des pays du Sud ;
- la réduction de la pauvreté est rentable pour les pays du Nord.

Dans les années 1970 commencent à naître les ONG. Ces organisations commencent à poser des questions aux états :
- le développement ne peut pas être réduit à des problèmes de macro-économie ;
- l'état ne peut pas être le seul acteur du développement ;
- les populations doivent être associées au développement ;
- l'industrie n'est pas la voie royale du développement.

## Les ajustements structurels / ajustements par le commerce
La question de la pauvreté connaît une véritable éclipse dans les années 1980 avec un retour en force du paradigme libéral jusqu'au début des années 1990.
Les années 1980 sont un tournant. À la suite des chocs pétroliers, le monde entre en récession et tous les prix des matières premières s'effondrent (hors pétrole).
Les pays du Sud très endettés n'ont plus les moyens de payer l'emprunt.
Sous l'autorité du FMI, les pays du Sud procèdent à des ajustements structurels. Il s'agit là d'assainir les finances des états endettés pour les rendre solvable.
Un assainissement du train de vie des états était nécessaire, mais les politiques d'ajustement ont été conduites au détriment de la population et de la lutte contre la pauvreté.
On assiste au retour en force des théories monétaires :
- priorité donnée aux exportations ;
- marchandisation des produits non marchands.

Le FMI va prêter aux pays endettés sous certaines conditions :
- restaurer leur solvabilité ;
- devenir des pays libres-échangistes ;
- désétatiser les économies.

Cette décennie de l'ajustement fut pour beaucoup d'états une décennie de l'appauvrissement.
Ce retour en force de la libéralisation de l'économie mondiale est toujours d'actualité aujourd'hui. Nous sommes dans une société à socle néo-classique.

## Les théories du développement durable
À partir des années 1970, il devient de plus en plus évident que quelque chose cloche dans les modèles de développement ne prenant pas en compte l'environnement. En 1972, le livre Halte à la croissance ? édité par le Club de Rome marque un tournant. Cet ouvrage met en évidence l'impossibilité de suivre encore longtemps le modèle économique ayant cours à l'époque, un modèle conduisant à l'épuisement des ressources.
L'ONU réunit à Stockholm le premier forum sur l'environnement. On commence à parler d'éco-développement (Ignacy Sachs). Le but de l'écodéveloppement est de concilier l'économie, le social et l'écologie. Dans ce cadre la croissance doit être un outil pour atteindre la justice sociale et respecter les équilibres environnementaux.
Dans les années 1980, la menace se concrétise à travers plusieurs incidents technologiques comme les catastrophes de Tchernobyl et Bhopal.
Publié en 1987 par la Commission mondiale sur l’environnement et le développement des Nations unies (WCED en anglais), le Rapport Brundtland (ayant pour titre Notre Avenir à Tous) a été nommé ainsi du nom de la présidente de la commission, la Norvégienne Gro Harlem Brundtland. Ce rapport définit la politique nécessaire pour parvenir à un « sustainable development ».
Le rapport définit le concept ainsi :
« Le développement durable est un mode de développement qui répond aux besoins du présent sans compromettre la capacité des générations futures de répondre aux leurs. Deux concepts sont inhérents à cette notion :

- le concept de « besoins », et plus particulièrement des besoins essentiels des plus démunis, à qui il convient d’accorder la plus grande priorité
- l’idée des limitations que l’état de nos techniques et de notre organisation sociale impose sur la capacité de l’environnement à répondre aux besoins actuels et à venir. »

Depuis cette date, l'expression sustainable development habituellement traduite en français par « développement durable » s'est répandue dans le monde entier.
Le 5 mai 1992, la convention de Bâle entre en vigueur. Celle-ci a pour but de réglementer et de limiter la circulation des déchets toxiques dans le monde (et entre le Nord et le Sud).
En 1992, le sommet de la Terre de Rio lance l'Agenda 21 et met en place la convention sur le climat ainsi que la convention sur la diversité biologique.
En 1997 est ratifié le protocole de Kyoto.
Le développement durable peut être défini par le fait d'atteindre le bien-être de l'humanité sans compromettre celui des générations futures. C'est donc un concept de solidarité inter-générationnelle et trans-générationnelle.
D'après les théoriciens du développement durable, il devient urgent de renverser les équilibres prévalant depuis la révolution industrielle. Les vieux pays du Nord doivent ralentir leur croissance (avoir un comportement plus sobre). Le Sud peut garder une forte croissance mais doit en changer le contenu.
Il faut une croissance « verte » mais aussi déconnecter le développement de sa logique marchande et le rapprocher des besoins.

## Les théories du post-développement
Depuis que le paradigme sur le développement fut introduit, il s'est accompagné d'une réflexion sur le concept de développement. 
Les théoriciens du développement étaient persuadés que le progrès allait conduire au bien-être et au bonheur de l'humanité. Le progrès humain serait sans limite. Le projet libéral impose la recherche de l'individualisme. C'est un projet unilatéraliste. Il s'agit de consommer toujours plus pour satisfaire le bonheur individuel.
Cette idée est considérée comme folle par les théoriciens du post-développement et de la décroissance. D'après eux, le développement est un mythe du « tous gagnant ». Ils dénoncent aussi le mythe de la croissance infinie.
Le développement serait la poursuite de l'impérialisme occidental, transfiguré en civilisation universelle et la possibilité d'exploiter sous d'autres formes les pays de la « périphérie ».
Les idées introduites par ses zélotes pour contrecarrer les voix criant à la finitude des ressources sont une foi dans le progrès permettant à l'Humanité de poursuivre sa conquête vers les étoiles, ou le franchissement de murs technologiques en matière de génie génétique qui changeraient complètement la donne sur Terre.